# Gnalöv

Gnalöv är en liten by cirka 6 km från Simrishamn. 

## Företag i byn
Butiken " Lila Gården" som sedan flyttade till Hammenhög, Transportföretaget Gnalöv transport fanns innan i byn men är nu i konkurs, och lantbruksföretaget Östergårds lantbruk finns i byn.

## Historia
Gnalöv tillhör Bolshögs socken i Borrby - Hammenhög - Stiby församling. Men det märkliga är att när man står i mitt i byn så ser man inte Bolshögs kyrka utan en annan kyrka, nämligen Östra Nöbbelövs kyrka.
Gnalöv har haft skola i byn för mycket länge sedan, nu åker skolbarnen till Gärsnäs, Hammenhög eller Simrishamn.

## Personer från byn
Byn fick sin gatubelysning genom att Einar Ingemansson, själv boende i byn, började diskutera frågan i kommunfullmäktige i Östra Tommarps kommun.[källa behövs]